# Urticaceae
Famille
Classification APG III (2009)
Les Urticaceae (Les Urticacées) sont une famille de plantes à fleurs de l'ordre des Rosales. Elle comprend près de 2 625 espèces réparties en une soixantaine de genres, dont les emblématiques orties (Urtica).

## Étymologie
Le nom vient du genre type Urtica, nom latin de l'ortie qui provient de urere (ūro, ĕre, ussi, ustum), brûler, faire brûler, enflammer (la peau), irriter,, allusion aux poils urticants.

## Classification
En classification classique de Cronquist (1981), la famille des Urticaceae était assignée à l'ordre des Urticales.
En classification phylogénétique APG II (2003), cette famille fait partie des Rosales.

## Description

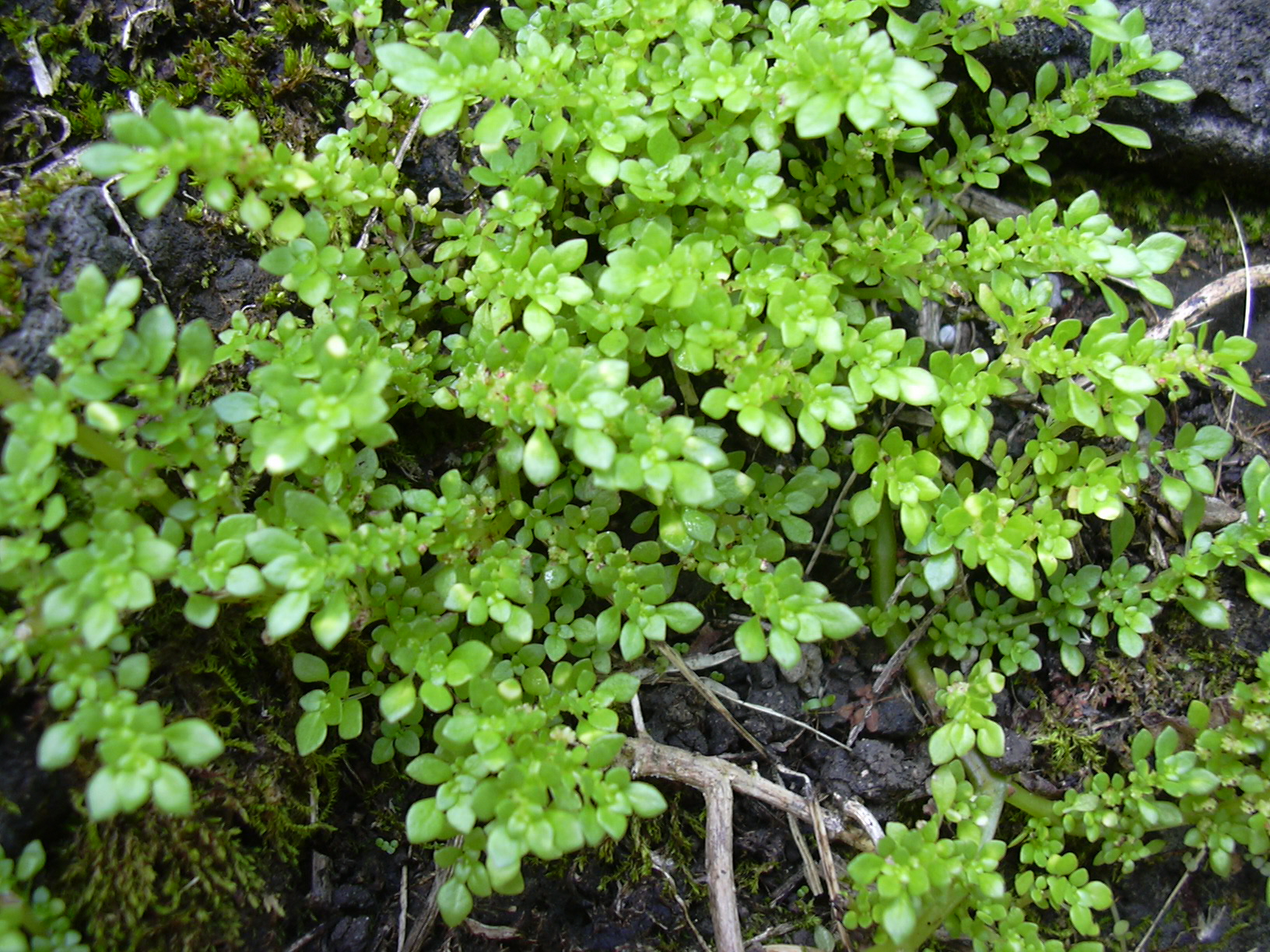
Pilea microphylla.

Les Urticaceae sont généralement des plantes herbacées (Urtica, Parietaria), parfois des arbustes (Pilea), des arbres (Cecropia) ou des lianes. Elles ont des laticifères confinés dans l’écorce et sont recouvertes de poils, certains à cystolithes plus ou moins allongés, d'autres urticants. La disposition des feuilles simples, stipulées et dentées est généralement opposée et elliptique. Les petites fleurs unisexuées sont portées par des plantes monoïques ou dioïques. Elles sont contractées en un cyme bipare (glomérule) regroupée en inflorescence spiciforme, paniculiforme ou en capitule. Elles sont protégées par 4-5 sépales libres. Les filets des étamines sont recourbés dans le bouton et se redressent brutalement à l’anthèse. La pollinisation est anémophile. Le fruit est un akène, parfois une drupe, généralement inclus dans le périanthe accrescent.
C'est la famille des orties (genre Urtica), de la pariétaire officinale (genre Parietaria) et de la ramie (genre Boehmeria), cette dernière cultivée pour la production de fibres textiles et qui s'avère être aussi, en zone tropicale, un excellent fourrage.
La classification phylogénétique APG II (2003) et la classification phylogénétique APG III (2009) situent cette famille dans les Rosales et y incorporent les genres de la famille des Cecropiaceae : Cecropia, Coussapoa, Myrianthus, Musanga, Poikilospermum, Pourouma.

## Écologie
C'est une famille cosmopolite dans laquelle les plantes vivent dans des régions tempérées à tropicales. Les espèces sont généralement nitrophiles et rudérales.

## Liste des genres
Selon Catalogue of Life (17 janvier 2018) :
- genre Archiboehmeria
- genre Astrothalamus
- genre Australina
- genre Boehmeria
- genre Cecropia
- genre Chamabainia
- genre Coussapoa
- genre Cypholophus
- genre Debregeasia
- genre Dendrocnide
- genre Didymodoxa
- genre Discocnide
- genre Droguetia
- genre Elatostema
- genre Forsskaolea
- genre Gesnouinia
- genre Gibbsia
- genre Girardinia
- genre Gyrotaenia
- genre Haroldiella
- genre Hemistylus
- genre Hesperocnide
- genre Laportea
- genre Lecanthus
- genre Leucosyke
- genre Maoutia
- genre Metapilea
- genre Musanga
- genre Myrianthus
- genre Myriocarpa
- genre Nanocnide
- genre Neodistemon
- genre Neraudia
- genre Nothocnide
- genre Obetia
- genre Oreocnide
- genre Parietaria
- genre Parsana
- genre Pellionia
- genre Petelotiella
- genre Phenax
- genre Pilea
- genre Pipturus
- genre Poikilospermum
- genre Pourouma
- genre Pouzolzia
- genre Procris
- genre Rousselia
- genre Sarcochlamys
- genre Soleirolia
- genre Touchardia
- genre Urera
- genre Urtica
- genre Zhengyia

Selon Angiosperm Phylogeny Website (17 janvier 2018) :
- genre Aboriella Bennet
- genre Achudemia Blume
- genre Archiboehmeria C.J.Chen
- genre Astrothalamus C.B.Rob.
- genre Australina Gaudich.
- genre Boehmeria Jacq.
- genre Cecropia Loefl.
- genre Chamabainia Wight
- genre Coussapoa Aublet
- genre Cypholophus Wedd.
- genre Debregeasia Gaudich.
- genre Dendrocnide Miq.
- genre Didymodoxa E.Mey. ex Wedd.
- genre Discocnide Chew
- genre Droguetia Gaudich.
- genre Elatostema J. R. Forster & G. Forster
- genre Forsskaolea L.
- genre Gesnouinia Gaudich.
- genre Gibbsia Rendle
- genre Girardinia Gaudich.
- genre Gyrotaenia Griseb.
- genre Hemistylus Bentham
- genre Hyrtanandra Miq.
- genre Laportea Gaudich.
- genre Lecanthus Wedd.
- genre Leucosyke Zoll. & Moritzi
- genre Maoutia Wedd.
- genre Meniscogyne Gagnep.
- genre Musanga C.Sm. ex R. Brown
- genre Myrianthus P.Beauv.
- genre Myriocarpa Bentham
- genre Nanocnide Blume
- genre Neodistemon Babu & A.N.Henry
- genre Neraudia Gaudich.
- genre Nothocnide Blume ex Chew
- genre Obetia Gaudich.
- genre Oreocnide Miq.
- genre Parietaria L.
- genre Petelotiella Gagnep.
- genre Phenax Wedd.
- genre Pilea Lindl.
- genre Pipturus Wedd.
- genre Poikilospermum Zipp. ex Miq.
- genre Pourouma Aublet
- genre Pouzolzia Gaudich.
- genre Procris Comm. ex Juss.
- genre Rousselia Gaudich.
- genre Sarcochlamys Gaudich.
- genre Soleirolia Gaudich.
- genre Touchardia Gaudich.
- genre Urera Gaudich.
- genre Urtica L.
- genre Zhengyia T. Deng et al.

Selon NCBI (31 mai 2010) :
- genre Boehmeria
- genre Cecropia
- genre Coussapoa
- genre Cypholophus
- genre Debregeasia
- genre Dendrocnide
- genre Didymodoxa
- genre Discocnide
- genre Droguetia
- genre Elatostema
- genre Forsskaolea
- genre Gesnouinia
- genre Girardinia
- genre Gonostegia
- genre Hesperocnide
- genre Laportea
- genre Lecanthus
- genre Leucosyke
- genre Maoutia
- genre Myriocarpa
- genre Nothocnide
- genre Oreocnide
- genre Parietaria
- genre Pellionia
- genre Pilea
- genre Pipturus
- genre Poikilospermum
- genre Pourouma
- genre Pouzolzia
- genre Procris
- genre Urera
- genre Urtica

Selon DELTA Angio (17 janvier 2018) :
- genre Aboriella
- genre Achudemia
- genre Archiboehmeria
- genre Astrothalamus
- genre Australina
- genre Boehmeria
- genre Chamabainia
- genre Cypholophus
- genre Debregeasia
- genre Dendrocnide
- genre Didymodoxa
- genre Discocnide
- genre Droguetia
- genre Elatostema
- genre Forsskaolea
- genre Gesnouinia
- genre Gibbsia
- genre Girardinia
- genre Laportea
- genre Lecanthus
- genre Leucosyke
- genre Maoutia
- genre Meniscogyne
- genre Myriocarpa
- genre Nanocnide
- genre Neodistemon
- genre Neraudia
- genre Nothocnide
- genre Obetia
- genre Oreocnide
- genre Parietaria
- genre Pellionia
- genre Petelotiella
- genre Phenax
- genre Pilea
- genre Pipturus
- genre Poulzolzia
- genre Procris
- genre Rousselia
- genre Sarcochlamys
- genre Sarcopilea
- genre Soleirolia
- genre Touchardia
- genre Urera
- genre Urtica

Selon ITIS (17 janvier 2018) :
- genre Boehmeria Jacq.
- genre Cecropia Loefl.
- genre Cypholophus Wedd.
- genre Dendrocnide Miq.
- genre Elatostema J.R. & G. Forst.
- genre Fleurya
- genre Hesperocnide Torr.
- genre Laportea Gaud.
- genre Maoutia Wedd.
- genre Neraudia Gaud.
- genre Parietaria L.
- genre Phenax Wedd.
- genre Pilea Lindl.
- genre Pipturus Weddell
- genre Pouzolzia Gaud.
- genre Procris Juss.
- genre Rousselia Gaud.
- genre Soleirolia Gaud.
- genre Touchardia Gaud.
- genre Urera Gaud.
- genre Urtica L.